# Spiracme striatipes
Espèce
Synonymes
- Xysticus striatipes L. Koch, 1870
- Xysticus perogaster Thorell, 1872
- Spiracme striata Menge, 1876

Spiracme striatipes est une espèce d'araignées aranéomorphes de la famille des Thomisidae.

## Distribution
Cette espèce se rencontre de l'Europe à la Chine.

## Description

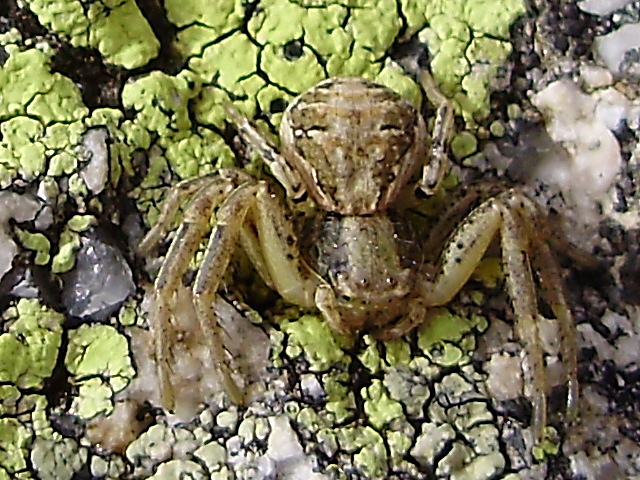
Spiracme striatipes

Les mâles mesurent de 4,6 à 5,8 mm et les femelles de 7 à 7,8 mm.

## Publication originale
- L. Koch, 1870 : Beiträge zur Kenntniss der Arachnidenfauna Galiziens. Jahrbuch der Kaiserlich-Königlichen Gelehrten Gesellschaft in Krakau, vol. 41, p. 1-56.